# Brachyhypopomus bombilla
Brachyhypopomus bombilla är en fiskart som beskrevs av Marcelo Loureiro och Ana Silva 2006. Arten ingår i släktet Brachyhypopomus och familjen Hypopomidae. Inga underarter finns listade.